# Pskovavia
Pskovavia (Russisch: Псковавиа) is een Russische luchtvaartmaatschappij met haar thuisbasis in Pskov.

## Geschiedenis
Pskovavia is opgericht in 1993 als opvolger van Aeroflot's Pskov divisie.

## Vloot
De vloot van Pskovavia bestaat uit:(nov.2006)
- 3 Antonov AN-26B